# Anna Magdalena Bach
Pour les articles homonymes, voir Bach (homonymie).
Anna Magdalena Bach, née Wilcke le 22 septembre 1701 à Zeitz (duché de Saxe-Zeitz) et morte le 27 février 1760 à Leipzig (électorat de Saxe), est une cantatrice et musicienne allemande, qui fut la deuxième femme de Jean-Sébastien Bach.

## Biographie
Anna Magdalena était la plus jeune fille d'un trompettiste travaillant pour la cour de Saxe-Weissenfels, nommé Johann Kaspar Wilcke. Quant à sa mère, Margaretha Elisabeth Liebe, elle était fille d'un organiste. 
À 19 ans, elle trouve un engagement de soprano à la cour du prince Léopold d'Anhalt-Köthen. À Köthen, elle fait la connaissance du maître de chapelle du prince, Johann Sebastian Bach. Sa position de chanteuse est alors enviable, car Anna Magdalena perçoit le deuxième salaire de l'orchestre, juste derrière le Kapellmeister. Veuf de sa première épouse Maria Barbara depuis le 7 juillet 1720, le musicien se remarie avec Anna Magdalena à Köthen le 3 décembre 1721. Bach a alors quatre enfants survivants de son premier mariage, âgés de 13 à 6 ans. Peu de temps après, Bach est nommé cantor à Leipzig et le couple rejoint sa nouvelle demeure le dimanche 22 mai 1723. 

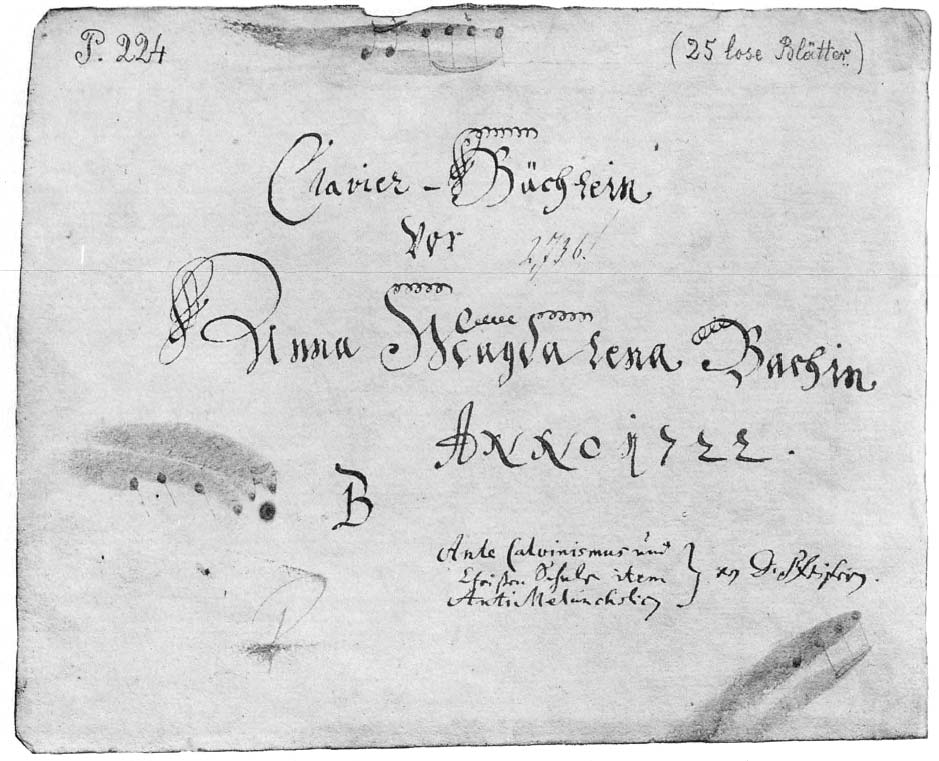
Petit livre de notes d'Anna Magdalena

Le mariage fut heureux. Johann Sebastian écrivit de la musique à l'usage de sa femme et notamment les deux Petits livres de notes d'Anna Magdalena Bach. Elle l'aidait également dans ses travaux de copie et de transcription et il est possible qu'elle soit l'auteur de certains morceaux attribués à son mari,,,,. Le foyer familial était un lieu convivial où l'on organisait régulièrement des soirées musicales, en famille et avec les amis, les élèves, les invités.
Les époux Bach eurent ensemble treize enfants entre 1723 et 1742. Sept moururent en bas âge. Deux de leurs fils furent des musiciens.
1. Christiana Sophia Henrietta (* Leipzig printemps 1723 - † Leipzig 29 juin 1726)
2. Gottfried Heinrich (* Leipzig 26 février 1724 - enterré à Naumburg le 12 février 1763), handicapé mental.
3. Christian Gottlieb (baptisé à Leipzig le 14 avril 1725 - † Leipzig 24 août 1728)
4. Elisabeth Juliana Friederica, surnommée «Liesgen» (baptisée à Leipzig le 5 avril 1726 - † Leipzig 24 août 1781), mariée à un élève de son père, Johann Christoph Altnikol.
5. Ernestus Andreas (baptisé à Leipzig le 30 octobre 1727 - † Leipzig 1er novembre 1727)
6. Regina Johanna (baptisée à Leipzig le 10 octobre 1728 - † Leipzig 25 avril 1733)
7. Christiana Benedicta (baptisée à Leipzig le 1er janvier 1729 - † Leipzig 4 janvier 1730)
8. Christiana Dorothea (baptisée à Leipzig le 18 mars 1731 - † Leipzig 31 août 1732)
9. Johann Christoph Friedrich, le Bach de Bückeburg (* Leipzig 21 juin 1732 - † Bückeburg 26 janvier 1795)
10. Johann August Abraham (baptisé à Leipzig le 5 novembre 1733 - † Leipzig 6 novembre 1733)
11. Johann Christian, le Bach de Milan ou de Londres (* Leipzig 5 septembre 1735 - † Londres 1er janvier 1782)
12. Johanna Carolina (baptisée à Leipzig le 30 octobre 1737 - † Leipzig 18 août 1781)
13. Regina Susanna (baptisée à Leipzig le 22 février 1742 - † Leipzig 14 décembre 1809)

Après la mort de son mari en 1750, les fils s'étant dispersés, Anna Magdalena reste seule avec ses deux plus jeunes filles et Catharina Dorothea, l'aînée du premier lit. Les autres membres de sa famille ne se préoccupent pas d'elle et elle sombre progressivement dans la précarité, vivant de subsides ou de legs jusqu'à sa mort. Des légendes rapportent qu'elle quêtait à la sortie des églises, la confusion venant du fait que les « aumônes » de l'époque correspondaient en fait à des allocations de la municipalité et de l'université. Pendant la guerre de Sept Ans, ces subsides s'arrêtant, la municipalité lui acheta plusieurs œuvres manuscrites de son mari.
Un film Chronik der Anna Magdalena Bach a été réalisé par les cinéastes Danièle Huillet et Jean-Marie Straub, en 1967.
La ville d'Arques-la-Bataille (Seine-Maritime) possède une rue Anna-Magdalena Bach.